# Laambroekvijvers
Laambroekvijvers is een natuurgebied van 15 ha in de Belgische gemeente Houthalen-Helchteren. Het ligt ingesloten tussen het industrieterrein Centrum-Zuid, de A2/E314 en spoorlijn 15. Het maakt deel uit van de vijverregio De Wijers en de Laambeekvallei en wordt van natuurgebied Laambroeken afgescheiden door de spoorlijn.
Er is een grote visvijver die vanuit een natuurlijk brongebied wordt gevoed, maar enkele kleinere vijvers dienen als overstortvijver en hebben een slechte waterkwaliteit. De grote vijver is 700 meter lang was oorspronkelijk bedoeld als onderdeel van het Albertkanaal, maar werd nooit in die zin gebruikt. Met de vestiging van de steenkoolmijn van Houthalen werd er koelwater opgepompt. De bijhorende gebouwen staan er nog steeds en zijn in bouwvallige staat.
Door de ligging in een kwelzone is de waterkwaliteit één van de voornaamste troeven van het natuurgebied. Het gebied biedt een onderkomen aan talrijke watervogels en libellen door de overgang van open water en moeras naar moerasbos. Men treft er de ijsvogel en meerdere reigersoorten aan.